# Воронцово (Гагинский район)
Воронцо́во — село в Гагинском районе Нижегородской области. Входит в состав Юрьевского сельсовета.

## География
Село находится на левом берегу реки Пьяна, при впадении в неё реки Киржень.

### Часовой пояс
Село Воронцово, как и вся Нижегородская область, находится в часовой зоне МСК (московское время). Смещение применяемого времени относительно UTC составляет +3:00.

## Население
| 2002 | 2010 |
| ---- | ---- |
| 78   | ↘63  |

## Улицы
В селе имеются две улицы: 1 Мая и Советская.